# Sphyraena argentea
Sphyraena argentea es un pez de la familia de los esfirénidos en el orden de los perciformes.

## Morfología
Pueden alcanzar los 145 cm de largo total.

## Alimentación
Se alimenta de peces

## Distribución geográfica
Se encuentran en las costas del Pacífico Oriental, desde Alaska hasta la Baja California.